# Jego
Jego是中国移动研发的即时通讯及网络电话应用，支持发送文字、语音、图片、视频以及通话功能，与国内其它通讯应用不同的是Jego的目标用户群是需要与国内亲友保持联系的国际用户。上线仅一个月后就在中国大陆范围内被叫停网络电话业务。2018年应用改名为无忧行。